# Resolució 426 del Consell de Seguretat de les Nacions Unides
La Resolució 426 del Consell de Seguretat de les Nacions Unides, fou adoptada el 18 de març de 1978, escrita el mateix dia que la resolució 425, aprovada per l'informe del Secretari General sobre la seva implementació i va establir la Força Provisional de les Nacions Unides al Líban durant 6 mesos, per continuar operant a partir d'aquí si el Consell així ho decideix.
La resolució va ser aprovada per 12 vots a cap; Txecoslovàquia i la Unió Soviètica es van abstenir i la República Popular de la Xina no va participar en la votació.